# Klerk
Klerk (från medeltidslatin clericus) betyder präst, andlig; lärd; skrivare (jämför engelskans "clerk"). 
Klerikalinstitut är inom romersk-katolska kyrkan officiellt erkända sammanslutningar av präster i syfte att leva ett liv i gemenskap.